# Нейсон (лунный кратер)
Кратер Нейсон (лат. Neison) — крупный ударный кратер в северном полушарии видимой стороны Луны. Название присвоено в честь английского селенографа Эдмунда Нейсона (1851—1938) и утверждено Международным астрономическим союзом в 1935 г. 

## Описание кратера
Ближайшими соседями кратера являются кратер Барроу на западе-северо-западе; кратер Метон на севере-северо-западе; кратер Байо на севере-северо-востоке; кратер Петерс на востоке; кратер Муаньо на юго-востоке; кратер Кейн на юге и кратер Майер К. на юге-юго-западе. Селенографические координаты центра кратера 68°13′ с. ш. 25°01′ в. д. / 68,21° с. ш. 25,02° в. д., диаметр 51,0 км, глубина 1600 м.
Кратер Нейсон имеет близкую к циркулярную форму, значительно разрушен и затоплен лавой, над поверхностью выступает лишь вершина вала превратившаяся в нерегулярное кольцо пиков и хребтов разделенных узкими долинами. Объем кратера составляет приблизительно 2300 км³. Дно чаши плоское, отмечено множеством мелких кратеров и пересечено светлым лучом от кратера Анаксагор.

## Сателлитные кратеры

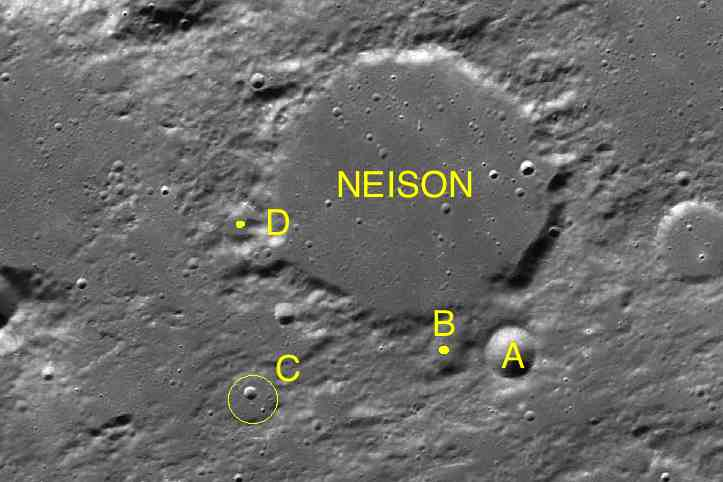
Фрагмент карты LAC-4.

| Нейсон | Координаты                                            | Диаметр, км |
| ------ | ----------------------------------------------------- | ----------- |
| A      | 67°22′ с. ш. 26°43′ в. д. / 67,36° с. ш. 26,71° в. д. | 8,9         |
| B      | 67°19′ с. ш. 25°49′ в. д. / 67,32° с. ш. 25,81° в. д. | 7,4         |
| C      | 66°56′ с. ш. 23°02′ в. д. / 66,94° с. ш. 23,03° в. д. | 9,9         |
| D      | 67°54′ с. ш. 22°29′ в. д. / 67,9° с. ш. 22,48° в. д.  | 6,6         |

## См.также
- Список кратеров на Луне
- Лунный кратер
- Морфологический каталог кратеров Луны
- Планетная номенклатура
- Селенография
- Минералогия Луны
- Геология Луны
- Поздняя тяжёлая бомбардировка